# Hollandia Zilversmederij

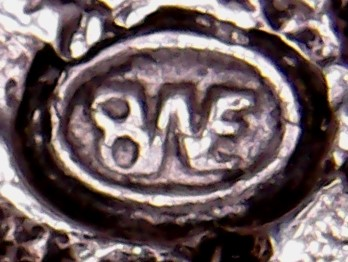
Het Meesterteken (Verantwoordelijkheidsteken) van de Hollandia Zilversmederij. BWE waarbij de B gespiegeld is en de B en de E aan beide kanten van de W zijn aangeplakt.

De Hollandia Zilversmederij, officieel de N.V. Zilversmederij "Hollandia" geheten, was een zilversmederij in Zutphen van 6 maart 1917 tot 1 september 1950.

## Geschiedenis
Vanaf 1917 tot 1950 had Zutphen niet alleen zilversmeden met een kleine werkplaats, maar was er een volwaardige zilverfabriek gevestigd.
De fabriek is opgericht door Bernardus Warnerus van Eldik III, telg uit een lange familie van zilversmeden, en Adolph Frederik van der Scheer. Zij nemen Hendrik Dersjant Sr aan, een zilversmid met een verdienstelijke staat van dienst bij bedrijven zoals de Koninklijke van Kempen en Begeer zilverfabriek.
Ze vestigen zich in het voormalige Burgerweeshuis aan de Hagepoort 11. Dit pand bestaat vandaag de dag niet meer, het pand is gesloopt in het najaar van 1952 om ruimte te maken voor de doorbraak van de Rijkenhage.
De fabriek groeide als kool en tijdens het 12,5-jarig bestaan van de fabriek in 1928 werken er 49 mensen in de fabriek. De paar catalogussen die bewaard zijn gebleven tellen meer dan 1200 verschillende voorwerpen per stuk. De stijl van deze stukken kan het beste omschreven worden als ‘Oud-Hollands’. De volgenden jaren draait de zilverfabriek gewoon door.
Ondanks de oorlogsjaren draaide de zilversmederij door, dit weten we omdat er verschillende stukken bekend zijn met de jaarletters uit de oorlogsjaren. Na de oorlog, in 1948, wordt de heer van Eldik ziek. De heer van der Scheer werkt ondertussen niet meer bij het bedrijf. Na het overlijden van de heer van Eldik sluit de fabriek binnen een jaar en wordt de inboedel geveild.

## Het Meesterteken
Het meesterteken van de zilversmederij waren de letters BWE, deze letters stonden voor de naam van de directeur Bernardus Warnerus van Eldik III. Het meesterteken staat officieel voor 'Eldik B.W. van & Scheer A.F. van der (Hollandia Zilversmederij).

### Omschrijving meesterteken
De B is in het meesterteken gespiegeld en tegen het buitenste pootje, aan de linker zijde, van de W aangeplakt. De E is, aan de andere zijde van de W er eveneens tegenaan geplakt. Het meesterteken is in een ovale vorm omlijnt door twee onafgebroken lijnen.

## B.W. van Eldik III
De heer Bernardus Warnerus van Eldik (1884 - 1949) kwam uit een lange lijn van Zutphense Zilversmeden. Zijn voorvaderen zijn:
- Bernardus Warnerus van Eldik II (1857 - 1914)
- Bernardus Warnerus van Eldik I (1824 - 1882)
- Anthonie van Eldik (1798 - 1850)
- Bernardus Warnerus Roessing (1755 - 1843)
- Anthony in den Bosch (1724 - 1806)